# Gradation
『gradation』（グラデイション）は、工藤静香の初のベスト・アルバム。1988年11月30日発売。発売元はポニーキャニオン。

## 背景
工藤の ″はじめの一年″ を綴ったベスト・アルバム。シングル曲をA・B面順に配し、5枚目のシングル「MUGO・ん…色っぽい」（1988年8月24日）からソロデビュー・シングル「禁断のテレパシー」（1987年8月31日）へと時代を遡る形で収録されている。基本的にはシングル・バージョンで収録されているが、M-8「If」はミックスがシングル・バージョンとは異なっており、M-9「禁断のテレパシー」は冒頭の女性コーラスがシングルとは別のバージョンで収録されている。M-11「X'masがいっぱい」は、本作唯一の新曲。

## リリース
1988年11月30日にポニーキャニオンから、LP・CT・CDの3形態で発売された。CD盤は、ピクチャー・レーベルに、スリーブケース仕様となっている。
オリジナル・カラオケ盤も発売されている。
ポニーキャニオンのプロジェクト『パッケージ・オーダー・プロジェクト』にて、『gradation』の復刻に向けて予約注文を2021年11月30日まで予約注文を受け付けていた。2021年12月1日に商品化が決定され、2022年3月23日にLPのみの販売を予定している。

## 収録曲

### CD
| 全作曲・編曲: 後藤次利。 |                                     |            |            |      |
| #                        | タイトル                            | 作詞       | 作曲・編曲 | 時間 |
| 1.                       | 「MUGO・ん…色っぽい」               | 中島みゆき | 後藤次利   | 3:55 |
| 2.                       | 「群衆」                            | 中島みゆき | 後藤次利   | 4:30 |
| 3.                       | 「FU-JI-TSU」                       | 中島みゆき | 後藤次利   | 3:49 |
| 4.                       | 「夏がくれたミラクル」              | 松井五郎   | 後藤次利   | 3:58 |
| 5.                       | 「抱いてくれたらいいのに」          | 松井五郎   | 後藤次利   | 5:07 |
| 6.                       | 「夜明けに見送られて」              | 秋元康     | 後藤次利   | 4:33 |
| 7.                       | 「Again」                           | 秋元康     | 後藤次利   | 4:16 |
| 8.                       | 「If」(Remix Version)               | 三浦徳子   | 後藤次利   | 3:48 |
| 9.                       | 「禁断のテレパシー」(Remix Version) | 秋元康     | 後藤次利   | 3:47 |
| 10.                      | 「愛が痛い夜」                      | 秋元康     | 後藤次利   | 4:07 |
| 11.                      | 「X'masがいっぱい」                 | 松井五郎   | 後藤次利   | 4:46 |
| 合計時間:                | 合計時間:                           | 合計時間:  | 46:36      |      |

### LP・CT
| 全作曲・編曲: 後藤次利。 |                            |            |            |      |
| #                        | タイトル                   | 作詞       | 作曲・編曲 | 時間 |
| 1.                       | 「MUGO・ん…色っぽい」      | 中島みゆき | 後藤次利   | 3:55 |
| 2.                       | 「群衆」                   | 中島みゆき | 後藤次利   | 4:30 |
| 3.                       | 「FU-JI-TSU」              | 中島みゆき | 後藤次利   | 3:49 |
| 4.                       | 「夏がくれたミラクル」     | 松井五郎   | 後藤次利   | 3:58 |
| 5.                       | 「抱いてくれたらいいのに」 | 松井五郎   | 後藤次利   | 5:07 |
| 合計時間:                | 合計時間:                  | 合計時間:  | 21:19      |      |

| 全作曲・編曲: 後藤次利。 |                                     |           |            |      |
| #                        | タイトル                            | 作詞      | 作曲・編曲 | 時間 |
| 1.                       | 「夜明けに見送られて」              | 秋元康    | 後藤次利   | 4:33 |
| 2.                       | 「Again」                           | 秋元康    | 後藤次利   | 4:16 |
| 3.                       | 「If」(Remix Version)               | 三浦徳子  | 後藤次利   | 3:48 |
| 4.                       | 「禁断のテレパシー」(Remix Version) | 秋元康    | 後藤次利   | 3:47 |
| 5.                       | 「愛が痛い夜」                      | 秋元康    | 後藤次利   | 4:07 |
| 6.                       | 「X'masがいっぱい」                 | 松井五郎  | 後藤次利   | 4:46 |
| 合計時間:                | 合計時間:                           | 合計時間: | 25:17      |      |

### 楽曲解説
1. MUGO・ん…色っぽい
  - 5thシングル。アルバム初収録。
2. 群衆
  - 5thシングルのカップリング。アルバム初収録。
3. FU-JI-TSU
  - 4thシングル。ミニアルバム『静香』（1988年7月2日）にも収録。
4. 夏がくれたミラクル
  - 4thシングルのカップリング。アルバム初収録。
5. 抱いてくれたらいいのに
  - 3rdシングル。アルバム初収録。
6. 夜明けに見送られて
  - 3rdシングルのカップリング。アルバム初収録。
7. Again
  - 2ndシングル。アルバム『ミステリアス』（1988年1月21日）にも収録。
8. If (Remix Version)
  - 2ndシングルのカップリング。アルバム初収録。
9. 禁断のテレパシー (Remix Version)
  - ソロ・デビューシングル。アルバム『ミステリアス』にも収録。
10. 愛が痛い夜
  - ソロデビュー・シングルのカップリング。アルバム初収録。
11. X'masがいっぱい
  - 本作のためにレコーディングされた楽曲で、コンサート・ツアー『はじめの一歩』で披露された未発表曲。

## 関連作品
- HARVEST
- 禁断のテレパシー （1st シングル）
- Again （2nd シングル）
- 抱いてくれたらいいのに （3rd シングル）
- FU-JI-TSU （4th シングル）
- MUGO・ん…色っぽい （5th シングル）